# تشارلي ستيوارت
تشارلي ستيوارت (بالإنجليزية: Charlie Stewart)‏ (و. 1993 – م) هو ممثل، وممثل تلفزيوني، من الولايات المتحدة الأمريكية، ولد في لاس فيغاس، نيفادا.

## وصلات خارجية
- تشارلي ستيوارت على موقع IMDb (الإنجليزية)
- تشارلي ستيوارت على موقع ألو سيني (الفرنسية)
- تشارلي ستيوارت على موقع أول موفي (الإنجليزية)
- تشارلي ستيوارت على موقع قاعدة بيانات الفيلم (الإنجليزية)
- تشارلي ستيوارت على موقع كينوبويسك (الروسية)